# Синаптофізин
SYP (англ. Synaptophysin) – білок, який кодується однойменним геном, розташованим у людей на короткому плечі X-хромосоми. Довжина поліпептидного ланцюга білка становить 313 амінокислот, а молекулярна маса — 33 845.
| 10         |  | 20         |  | 30         |  | 40         |  | 50         |
| ---------- |  | ---------- |  | ---------- |  | ---------- |  | ---------- |
| MLLLADMDVV |  | NQLVAGGQFR |  | VVKEPLGFVK |  | VLQWVFAIFA |  | FATCGSYSGE |
| LQLSVDCANK |  | TESDLSIEVE |  | FEYPFRLHQV |  | YFDAPTCRGG |  | TTKVFLVGDY |
| SSSAEFFVTV |  | AVFAFLYSMG |  | ALATYIFLQN |  | KYRENNKGPM |  | LDFLATAVFA |
| FMWLVSSSAW |  | AKGLSDVKMA |  | TDPENIIKEM |  | PVCRQTGNTC |  | KELRDPVTSG |
| LNTSVVFGFL |  | NLVLWVGNLW |  | FVFKETGWAA |  | PFLRAPPGAP |  | EKQPAPGDAY |
| GDAGYGQGPG |  | GYGPQDSYGP |  | QGGYQPDYGQ |  | PAGSGGSGYG |  | PQGDYGQQGY |
| GPQGAPTSFS |  | NQM        |  |            |  |            |  |            |

A: Аланін

C: Цистеїн

D: Аспарагінова кислота

E: Глутамінова кислота

F: Фенілаланін

G: Гліцин

H: Гістидин

I: Ізолейцин

K: Лізин

L: Лейцин

M: Метіонін

N: Аспарагін

P: Пролін

Q: Глутамін

R: Аргінін

S: Серин

T: Треонін

V: Валін

W: Триптофан

Кодований геном білок за функцією належить до фосфопротеїнів. 
Задіяний у такому біологічному процесі, як альтернативний сплайсинг. 
Білок має сайт для зв'язування з іоном кальцію. 
Локалізований у мембрані, клітинних контактах, цитоплазматичних везикулах, синапсах, синаптосомах.